# آرامگاه سید امین‌الدین جبراییل

بقعه شیخ جبراییل

ورودی بقعه شیخ جبراییل

بقعه سید امین‌الدین جبراییل، بقعه شیخ جبرائیل یا بقعه کلخوران، آرامگاه پدر شیخ صفی‌الدین اسحق اردبیلی جد سلاطین صفوی است و در روستای شیخ کلخوران در سه کیلومتری اردبیل واقع شده‌است. روستای کلخوران نیز گاه به نام این بقعه «کلخوران شیخ» خوانده می‌شود. این اثر در تاریخ ۱۵ دی ۱۳۱۰ با شمارهٔ ثبت ۶۵ به‌عنوان یکی از آثار ملی ایران به ثبت رسیده است.
بنای بقعه مربوط به اوایل سدهٔ ۱۰ ه‍.ق (حدودا سال ۹۰۰ شمسی) است. این بنا در محوطه مشجری به ابعاد ۱۵۰ در ۲۰۰ متر قرار دارد که مقبره سید امین‌الدین جبراییل به صورت یک هشت ضلعی در وسط باغ قرار گرفته‌است. قسمتی از نمای پاکار بنا از سنگ‌های منتظم ساخته شده که روی آن‌ها دیوارهای جانبی بقعه از آجر بنا شده‌است. بیرون بقعه با تزیینات کاشی به صورت تلفیقی کار شده‌است. سقف این بقعه مسطح است که در وسط آن گنبد آجری به نسبت بزرگی قرار دارد. در ورودی بقعه یک ایوان قرار گرفته که دارای تذهیب کاشی است.
در دو طرف در ورودی نقش یک شیر و یک پلنگ کشیده شده‌است که با زنجیر به یکدیگر بسته شده‌اند. سبک نقاشی مربوط به دوره صفوی است. در داخل رواق بقعه گچبری و مقرنس‌کاری بسیار ظریف و زیبایی کار شده‌است. در دو طرف رواق دو خواجه‌نشین ساخته شده که به اتاقهای کوچکی منتهی می‌شوند. از وجود اتاق‌ها برای بیتوته زائرین بقعه استفاده می‌شده‌است. سقف رواق دارای گچبری است. این گچبری‌ها با رنگهای طلایی و آبی دارای اسلیمی‌های زیبا و گل‌های شاه‌عباسی است که حاکی از آرامش و معنویت محیط و فضای بقعه‌است. دیوارهای کناری رواق دارای کاشیکاری معرق است و در برخی قسمت‌ها کاشی‌های اصیل هشت ضلعی کار شده‌است. در ورودی بقعه از چوب جنگلی ساخته شده که روی آن اشکالی به شکل لوزی و هشت ضلعی نقش بسته‌است. آثار هنری از جمله کنده کاری و منبت بر روی این در مشاهده می‌شود. در وسط رواق، مقبره صندوق چوبی و ساده سید امین‌الدین جبراییل قرار گرفته که ابعاد آن ۵/۱در۲در۳ متر است.
بنا بر گفته جهانگردان، در دوره صفوی این بقعه دارای فرشهای زیبا و پرده‌های نفیس بوده که اکنون اثری از آن‌ها باقی نیست. روی ازاره بیرونی دیوارهای جانبی بقعه آیاتی از قرآن به صورت گچبری نقش بسته که از اهمیت هنری شایان توجهی برخوردار است. در دو طرف شاه‌نشین جنوبی بقعه، دو اتاق شش ضلعی قرار دارد که دارای سقف مقرنس زیبا و ظریفی است که کتیبه‌ای بر روی در چوبی آن حکاکی شده‌است.در دوره مبارزات مشروطه ستارخان در بام این مکان سنگربندی کرده بود و همچنین سقف گنبد آن از طلا بوده که در اثر اصابت گلوله های توپ تحریب شده و اهالی روستا آنرا در حیات محوطه مدفون میکنند و بعد ها به سرقت میرود .

## نگارخانه

بقعه شیخ جبراییل (کلخوران)
بقعه شیخ جبراییل (کلخوران)
بقعه شیخ جبراییل (کلخوران)
بقعه شیخ جبراییل (کلخوران)
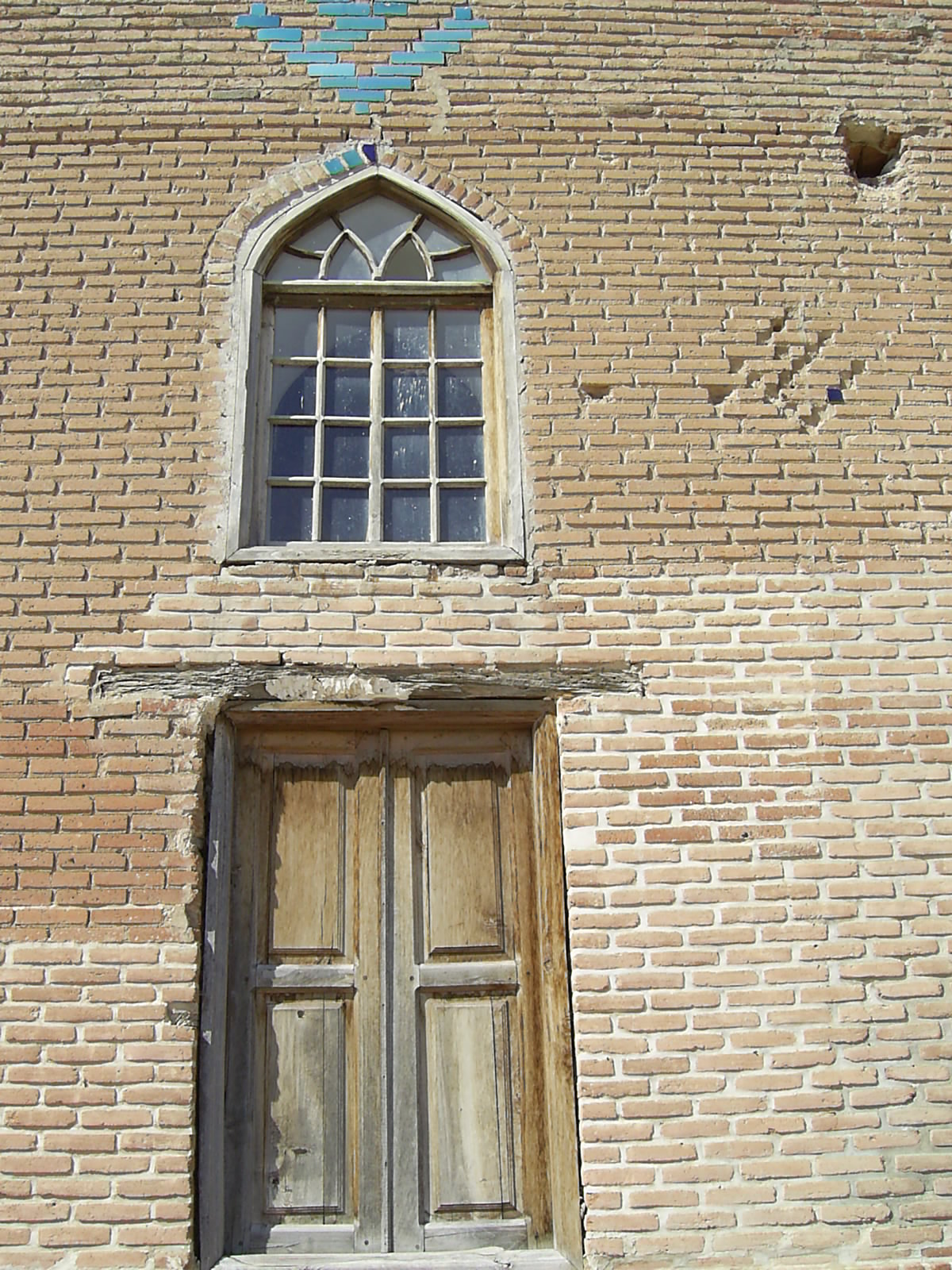
بقعه شیخ جبراییل (کلخوران)
بقعه شیخ جبراییل (کلخوران)
بقعه شیخ جبراییل (کلخوران)
بقعه شیخ جبراییل (کلخوران)